# Jiří Kryštof Kaplíř ze Sulevic
Jiří Kryštof Kaplíř ze Sulevic (okolo 1600 – 19. února 1649 u Guararapes, nizozemsky Georg Caplier či Capelier) byl česko-nizozemský šlechtic a válečník z rodu Kaplířů ze Sulevic. Jakožto člen protestantského rodu byl nucen během třicetileté války v rámci pobělohorské emigrace opustit České království, usadil se v Nizozemí a následně se roku 1647 odplul do Brazílie, kde 1649 zahynul v tzv. druhé bitvě u Guararapes. Spolu s Šimonem Kohoutem z Lichtenfeldu se jedná o jednoho ze dvou prvních doložených Čechů, kteří navštívili Brazílii.

## Životopis

### Mládí
Narodil se jakožto člen tzv. tuchořské větve protestantského rodu Kaplířů ze Sulevic, patrně na některém z rodových statků v severozápadních Čechách. Jeho otcem byl Alexandr Kaplíř ze Sulevic. Po porážce stavovského povstání a popravě jeho příbuzného Kašpara Kaplíře ze Sulevic, jednoho z představitelů povstání, při Staroměstské exekuci 21. června 1621, a ztrátě rodinného majetku odešel se svými rodiči do Nizozemska, kde strávil zbytek dospívání. 

### V nizozemských službách
Jeho otec i bratr Matyáš Kerunk sloužili v saském vojsku a účastnili se bojů třicetileté války. Jiří Kryštof nejspíše roku 1637 vstoupil do nizozemského vojska, majícího za úkol hájit nizozemské državy v Brazílii proti expandujícím portugalským kolonistům. Z Nizozemska do Jižní Ameriky mj. odplul s Šimonem Kohoutem z Lichtenfeldu, původně pražským lékařem a rovněž pobělohorským emigrantem, který zde však zemřel na bahenní horečku. Jiří Kaplíř se v hodnosti kapitána zúčastnil pod velením plukovníka Cornelise van den Brande bojů s Portugalci v okolí přístavu Recife, včetně obou bitev u kopce Guararapes v letech 1648 a 1649. Během brazilského tažení zpočátku velel oddílu 64 mužů, který se po půlroce bojů zmenšil na 35 vojáků. Zahynul během druhé bitvy u Guararapes 19. února 1649, ve které byly nizozemské síly poraženy. Po smrtí jeho bratra Matyáše roku 1658 tuchořská větev rodu Kaplířů vymřela.